# Довжанка (річка)
Довжа́нка — невеличка річка в Україні, в Тернопільському районі Тернопільської області. Права притока Серету (басейн Дністра). 

## Опис
Довжина 25 кілометрів, площа басейну 70 км². Долина річки трапецієподібна, схили пологі, розорані. Заплава двобічна, завширшки 100—200 м. Річище слабозвивсте, завширшки 4—5 м. Похил річки 2,4 м/км. Живлення мішане. Притоки переважно ліві, з півночі, невеликі. Річка замерзає на початку грудня, скресає до середини березня. 

## Розташування
Починається з джерела біля південно-східної околиці села Озерна Зборівського району. Тече на південний схід. Впадає у Серет біля села Острів та селище Великої Березовиці Тернопільського району. 
Над річкою розташовані населені пункти:
- Довжанка;
- Підгороднє;
- Петриків (окраїни села);
- Велика Березовиця;
- Острів (його частина що має назву Хутори Острівецькі).

## Цікаві факти
За минулі століття воду річки використовували для сільського господарства (водяні млини, круподерки), та для виробництва сукна (сукнобійки). В сучасний період вода річки іде для зрошення сільськогосподарських угідь (у посушливий літній період), також для домашніх потреб і розводять водоплавну птицю, а також для ловлення риби. На річці побудовано кілька ставів. 